# Larry O'Brien (homme politique canadien)
Pour les articles homonymes, voir Larry O'Brien.
 (octobre 2010).
Si vous disposez d'ouvrages ou d'articles de référence ou si vous connaissez des sites web de qualité traitant du thème abordé ici, merci de compléter l'article en donnant les références utiles à sa vérifiabilité et en les liant à la section « Notes et références ».
Larry O'Brien (né le 19 juillet 1949 à Ottawa) est un homme d'affaires et homme politique canadien. Il est le fondateur et ancien PDG de Calian Technologies et maire d'Ottawa (Ontario) du 1er décembre 2006 au 30 novembre 2010.

## Biographie
O'Brien grandit à Ottawa. Il termine ses études secondaires en 1968 et fait ses études post-secondaires au Collège Algonquin. En 1972 il est finissant avec un diplôme en technologie.
Il travaille pour Microsystems International Ltd. jusqu'en 1975, puis il travaille pour le Communications Research Centre et Motorola Communications. Sa première compagnie, Insta-Call Ltd, fait faillite en 1979. Il devient alors directeur général de Reltek Inc. jusqu'en 1982, année où il fonde Calian Technologies Ltd.
En 1983, Larry épouse Debbie ; ils ont deux fils, Michael et Matthew. Ils ont depuis divorcé (depuis quand?).
Au cours des années, O'Brien participe à plusieurs associations technologiques et est fréquemment sollicité par le gouvernement fédéral pour le conseiller sur la diversification économique.

## Élection à la mairie d'Ottawa en 2006
En juillet 2006, O'Brien annonce sa candidature à la mairie d'Ottawa pour l'élection de novembre, se présentant comme candidat centriste.
Un point central de sa plateforme est de réviser les plans d'expansion du train léger, proposant de retarder ou même d'annuler le contrat. Il critique le secret qui entoure certains éléments du projet, ainsi que l'effet que la construction aurait sur les corridors des rues Albert et Slater et l'annulation de certains services d'autobus express existants. En septembre 2006, O'Brien écrit une lettre au Président du Conseil du trésor fédéral, John Baird, demandant une de passer formellement en revue le projet. Cette lettre mène Baird à retarder les 200 millions $ en subventions fédérales prévues jusqu'à après l'élection en novembre 2006.
O'Brien promet de geler les impôts municipaux pour les quatre prochaines années et d'amener la responsabilité fiscale aux finances de la ville. Il promet également une politique plus dure sur les questions de sécurité comme le crime violent ou les problèmes de drogue, et promet d'augmenter le nombre de policiers ainsi que l'élimination du programme de distribution de pipes à crack gratuites. Il propose également l'adoption d'une loi interdisant aux gens de dormir dans les lieux publics, inspiré de la loi semblable adoptée par la ville de Montréal en septembre.
Avant son entrée officielle dans la course, O'Brien se trouvait en troisième place dans les sondages, loin derrière les deux principaux candidats. Toutefois, lorsque Terry Kilrae abandonne la course pour se présenter plutôt comme conseiller municipal, O'Brien obtient la plupart de l'appui auparavant accordé à Kilrae. Il monte en deuxième place dans les sondages, devant le maire sortant Bob Chiarelli ; puis, quelques jours seulement avant le jour du scrutin, il devance Alex Munter, qui trônait dans les sondages depuis le début de la campagne.
Le 13 novembre 2006, O'Brien est élu maire d'Ottawa avec 47 % des voix ; il prête serment le 1er décembre.
Lors de l'élection à la mairie d'Ottawa du 25 octobre 2010, Larry est battu par Jim Watson, ne récoltant que 24 % des suffrages.